# Magnolia xinganensis
Espèce
Statut de conservation UICN

 DD  : Données insuffisantes
Magnolia xinganensis est une espèce de plantes à fleurs de la famille des Magnoliacées. C'est un arbre originaire de Chine.

## Description
C'est un arbre.

## Répartition et habitat
L'espèce est trouvée dans le sud-est de la Chine (Guangxi).
Elle pousse en milieu subtropical.